# كارل كاميرون
کارل 𞹪ميرون (بالإنجليزية: Carl Cameron)‏ صحفي أمريكي، ولد في 22 سبتمبر 1961 في الولايات المتحدة.

## وصلات خارجية
- كارل كاميرون على موقع IMDb (الإنجليزية)
- كارل كاميرون على موقع إن إن دي بي (الإنجليزية)